# Eurídice de Tebas
En la mitología griega, Eurídice (en griego: Εὐρυδίκη, romanizado: Eὐrudíkē) fue la mujer de Creonte, rey de Tebas. El personaje de Eurídice aparece brevemente en la tragedia Antígona de Sófocles (como arquetipo de madre afligida, complementando al de la propia Antígona), donde acaba poniendo fin a su vida tras descubrir por un emisario que su hijo Hemón y la prometida de este, Antígona, se habían suicidado. Al conocer estas noticias, Eurídice se clava una espada en el corazón, mientras maldice a su esposo Creonte por la muerte de dos de sus hijos, Hemón y Megareo.